# Tretjakowskaja
Tretjakowskaja (russisch Третьяко́вская (Ausspracheⓘ), wiss. Transliteration Tretʹjakovskaja) ist der Name eines U-Bahnhofs der Metro Moskau. Es handelt sich dabei um einen kombinierten Haltepunkt der Kaluschsko-Rischskaja- und der Kalininskaja-Linie, für die letztere ist es gegenwärtig die westliche Endstation. Der U-Bahnhof wurde am 3. Januar 1971 in Betrieb genommen, damals wurde allerdings nur die südliche Bahnsteighalle errichtet und der Bahnhof hieß ursprünglich Nowokusnezkaja. Erst am 25. Januar 1986 wurde im Zuge der Westverlängerung der Kalininskaja-Linie auch die nördliche Halle fertiggestellt, zugleich erhielt die nunmehr kombinierte Station ihren heutigen Namen.

## Allgemeine Beschreibung

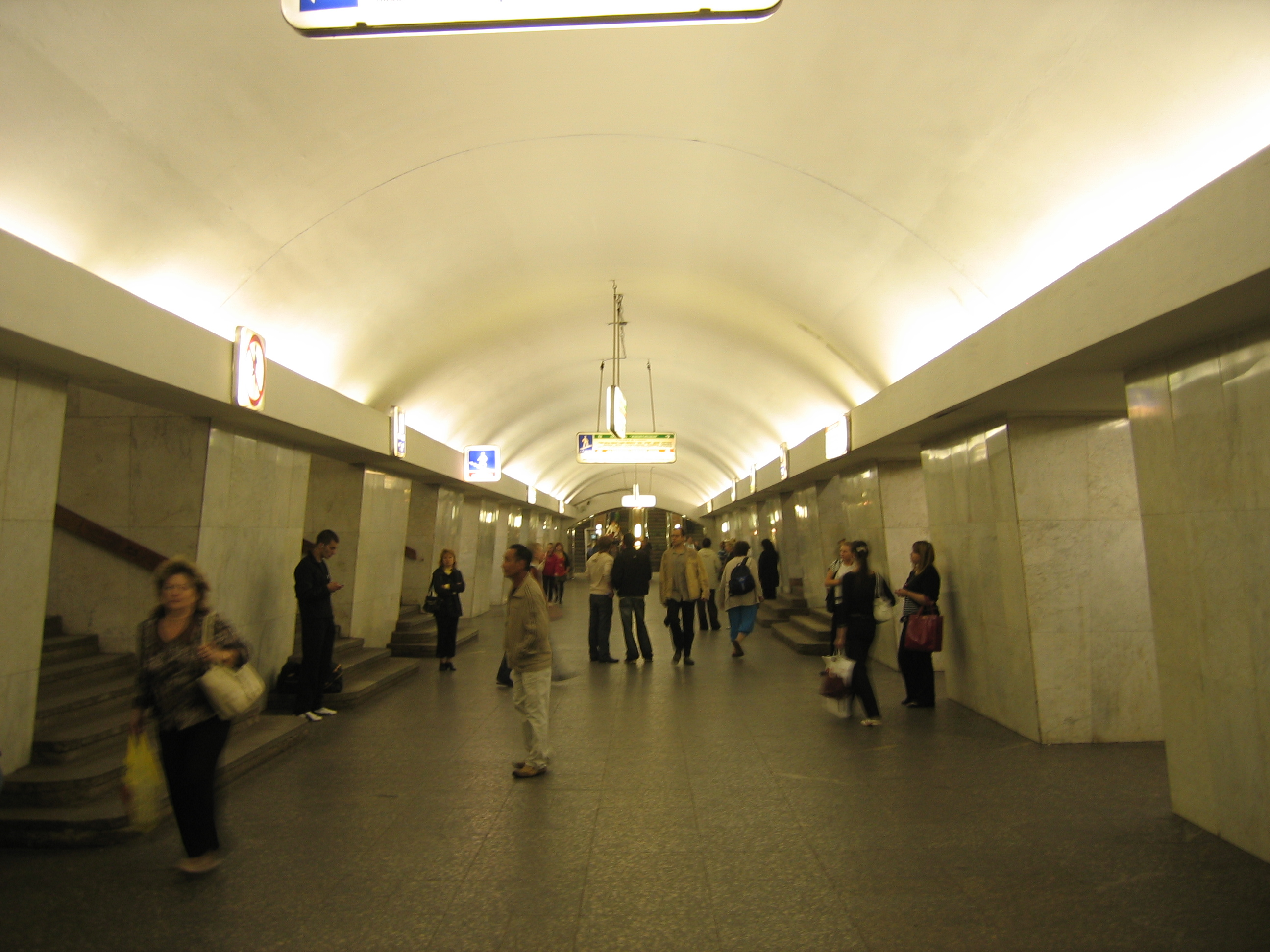
Südbahnsteig der Tretjakowskaja

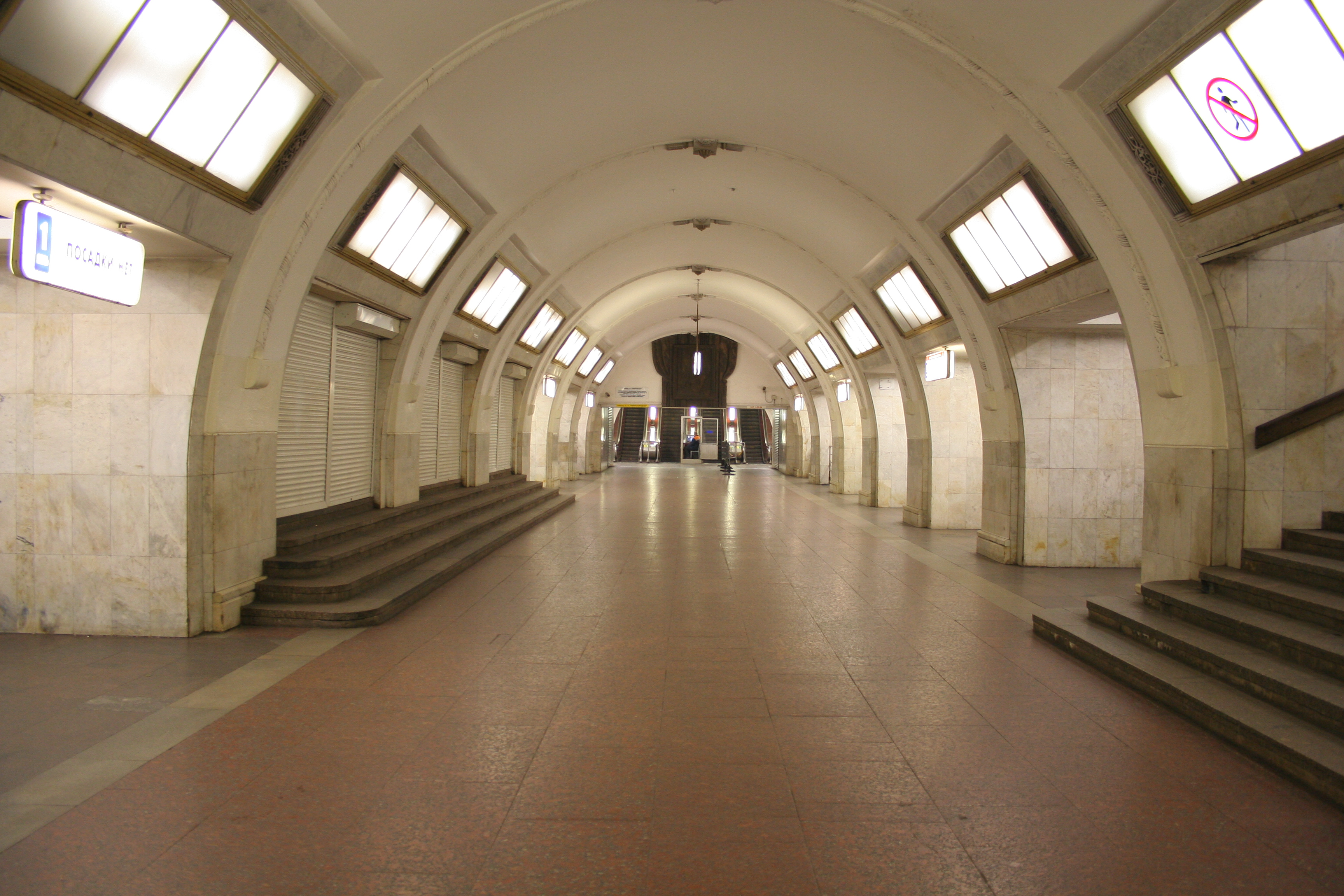
Nordbahnsteig

Die 46 Meter unter der Erde angelegte und aus zwei separaten Bahnsteighallen bestehende Station Tretjakowskaja befindet sich im südlichen Zentrum Moskaus, mitten in der historischen Ortschaft Samoskworetschje. Benannt wurde der U-Bahnhof nach dem Kunstsammler Pawel Tretjakow, dessen 1867 gegründete Gemäldegalerie sich wenige Gehminuten entfernt vom U-Bahnhof befindet.
Ähnlich den Moskauer U-Bahn-Stationen Kitai-Gorod und Kaschirskaja handelt es sich auch bei Tretjakowskaja von der Konstruktion her um einen einheitlichen U-Bahnhof, welcher von zwei Linien bedient wird. Die beiden voneinander getrennten, jedoch parallel und auf gleicher Ebene angelegten Bahnsteighallen fertigen jeweils in eine Richtung abfahrende bzw. aus einer Richtung ankommende Züge beider Linien ab. Am südlichen Bahnsteig halten Züge der Kaluschsko-Rischskaja-Linie Richtung Norden sowie Züge der Kalininskaja-Linie Richtung Osten, während am nördlichen Bahnsteig Züge der Kaluschsko-Rischskaja-Linie Richtung Süden halten sowie Züge der Kalininskaja-Linie aus östlicher Richtung kommend enden. Für die letzteren existieren westlich des Bahnhofs Abstellgleise und Kehranlagen, zudem gibt es seit Jahren Pläne einer weiteren Westverlängerung der Kalininskaja-Linie, womit Tretjakowskaja nicht länger Endstation für die Linie wäre.
Durch die Abfertigung der Züge zweier Linien am selben Bahnsteig ergibt sich für Fahrgäste die Möglichkeit, auf eine andere Linie umzusteigen ohne den Bahnsteig zu wechseln. Weiterhin besteht von Tretjakowskaja aus eine Umsteigemöglichkeit zur Station Nowokusnezkaja der Samoskworezkaja-Linie. Hierfür existiert jeweils ein Zugang sowohl vom Süd- als auch vom Nordbahnsteig der Tretjakowskaja. Der Übergang zwischen den beiden Bahnsteighallen der Tretjakowskaja befindet sich im Mittelbereich der beiden Bahnsteige; dorthin führen jeweils mehrere Treppen. Die Ausgänge mit Fahrtreppen befinden sich am westlichen Ende der beiden Bahnsteighallen und führen in eine gemeinsame Zwischenebene, von der aus man über eine Unterführung zum Ausgang gelangt.

## Architektur
Im Gegensatz etwa zu Kitai-Gorod, der nächstnördlichen Station der Kaluschsko-Rischskaja-Linie, wurden bei Tretjakowskaja die beiden Bahnsteige nicht zeitgleich erbaut, vielmehr kam der Nordbahnsteig erst nachträglich, 15 Jahre später als der Südbahnsteig, hinzu. Aus diesem Grund unterscheidet sich die Architektur der beiden Hallen merklich voneinander. Die 1971 fertiggestellte Südhalle wurde, für jene Zeit typisch, sehr sachlich und schmucklos ausgeführt: Im Wesentlichen handelt es sich hierbei um eine für die Moskauer Metro gewöhnliche Standard-Konstruktion mit zwei parallelen Reihen breiter vierkantiger Pylone, die mit weißem Marmor aus der Ural-Gegend verkleidet sind. Die Beleuchtung der Halle geht von einer durchgehenden Reihe Leuchten aus, die sich hinter dem Gesims oberhalb der Pylonen verstecken.
Im Gegensatz hierzu weist die aus dem Jahr 1986 stammende Nordbahnsteighalle dekorative Elemente auf, die unmittelbar in Anlehnung an die kulturell bedeutende Lage des U-Bahnhofs (Nähe des historischen Moskauer Stadtkerns und der Tretjakow-Galerie) ausgeführt wurden. Die ebenfalls weißmarmornen Pylonen gehen unmittelbar in ein bogenförmiges Gewölbe über, der Fußboden besteht aus grauen und roten Granitplatten. Die Wände über den Gleisen sind mit rosafarbenem Marmor verkleidet und zusätzlich mit Bronzereliefs ausgeschmückt, welche mehrere berühmte russische Maler abbilden.